# 이병문 (독립운동가)
이병문(李丙文, 1888년 1월 20일 ~ 1921년 3월 10일)은 대한제국의 독립운동가이다. 호(號)는 원곡(元谷).

## 생애

### 주요 이력
경기도 안성군 원곡면 칠곡리 521번지(元谷面 七谷里 521番地)에서 출생한 그는 1905년에서부터 1908년까지 경기도 포천군 이동면 예하 면서기관(대한제국 하급 관료) 직책을 지냈으며 1908년에 대한제국 하급 관료 직책을 사퇴 후 11년이 지난 1919년 4월 1일을 기하여 최은식(崔殷植)·홍창섭(洪昌燮)·이유석(李裕奭) 등이 주동이 되어 전개한, 양성면(陽城面)·원곡면(元谷面) 일대의 독립만세시위에 참여하였다. 그러나 원래 이날의 독립 만세 시위는 애당초 처음에는 양상면과 원곡면이 별도로 시위를 벌였다. 그는 이날 1천여 명의 시위군중과 함께 외가천리(外加川里)에 있는 원곡면 사무소에 모여서 만세시위를 벌이고, 면장을 선두로 내세워 횃불을 들고 양성면으로 행진하였다. 원곡면과 양성면을 가로지르는 특정 고개에 이르러 이유석·최은식·홍창섭 등이 번갈아 가며 연설을 하고, 양성면내에 있는 주재소·우편소·면사무소를 파괴하기로 결의하였다. 결국 이들이 양성에 도착할 무렵, 동항리(東恒里)에 있는 양성 경찰 주재소 앞에서 독립만세시위를 벌이고, 해산하여 돌아가던, 양성면민들로 구성된 1천여 명의 대한 독립 만세 시위 군중과 합류하게 되어, 만세 시위 군중은 2천여 명으로 늘어났다. 결국 그날 오후 10시경 경찰 주재소 앞에 도착하자, 그는 시위군중과 함께 태극기를 휘두르며 대한 독립 만세를 외치고, 주재소와 숙직실을 불태워 버렸다. 결국에야 다시 양성 우편소로 가서 그 곳의 기물과 건물을 파괴·방화하고, 일본인(外里與手)이 경영하는 잡화점과 일본인 고리대금업자(隆秀 知)의 집을 파괴하였다. 그 다음은 경기도 안성군 양성면 면사무소로 가서 서류와 기물을 파괴하고, 시위군중과 함께 뒷산에 올라가 독립만세를 외치고 해산하였다. 경기도 안성군 원곡면으로 되돌아 온 그는, 대한 독립 만세 시위 군중과 함께 경기도 안성군 원곡면 사무소의 건물을 파괴·방화하는 등 격렬한 대한 독립 만세 운동을 전개하다가 결국 체포되었다. 결국 재판 끝에 1921년 1월 22일을 기하여 경성복심법원에서 소위 보안법 위반·건조물 소훼·소요 혐의로 징역 2년 6개월형을 선고받고 옥고를 치르던 중 옥사 순국하였다.

## 사후
대한민국 정부에서는 고인의 공훈을 기리고자 1968년 3월 1일을 기하여 대한민국 대통령 표창장을, 1991년 3월 1일을 기하여 대한민국 건국훈장 애국장을 추서하였다.